# Симфонический оркестр Испанского радио и телевидения

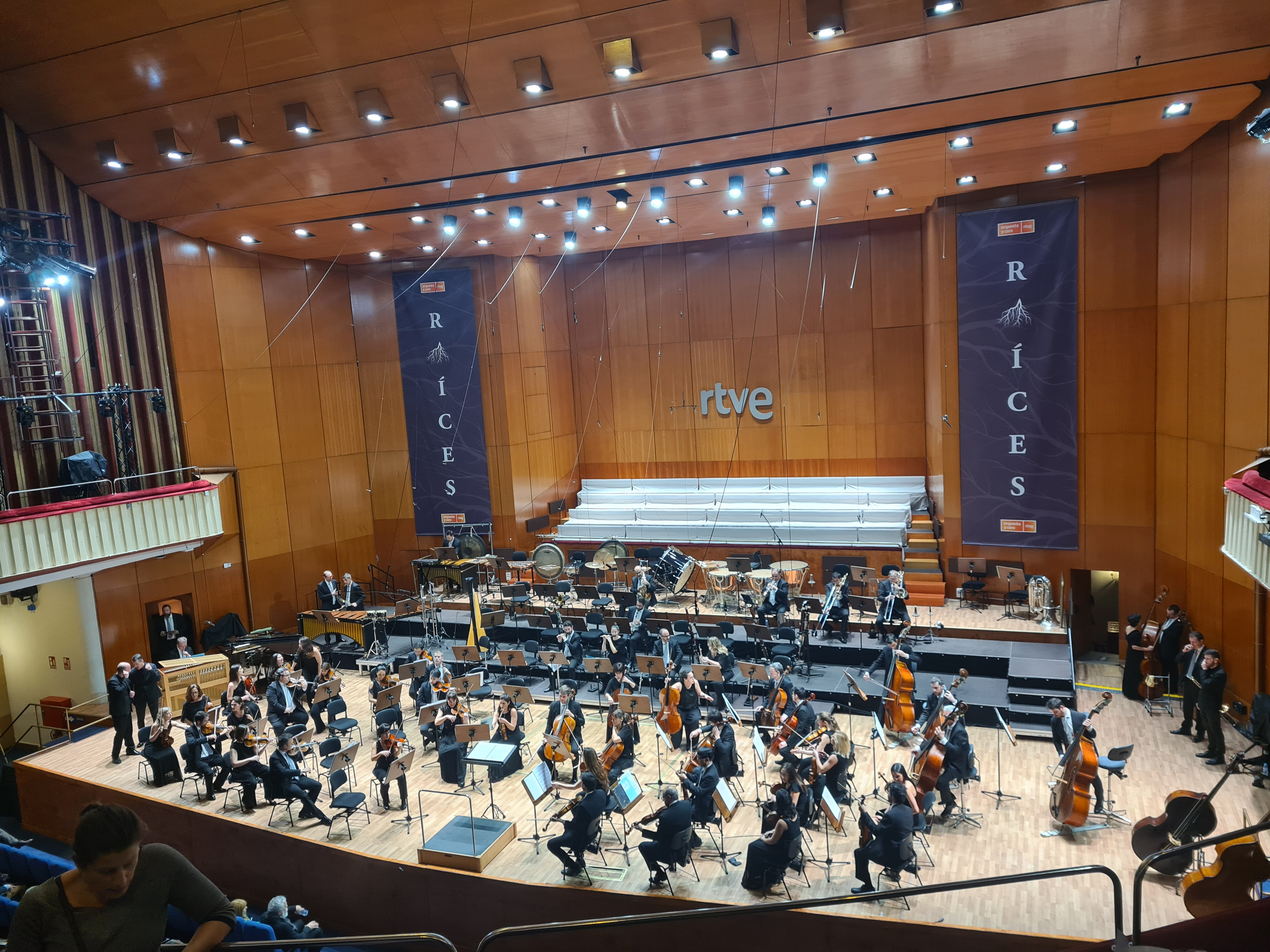
Симфонический оркестр Испанского радио и телевидения

Симфонический оркестр Испанского радио и телевидения (исп. Orquesta Sinfónica de RadioTeleVisiónEspañola, англ. RTVE Symphony Orchestra) — испанский симфонический оркестр, принадлежащий испанской телерадиовещательной корпорации RTVE.
Основан в 1965 году при участии Игоря Маркевича. Первым главным дирижёром оркестра стал, выиграв национальный конкурс, Антони Рос-Марба.

## Руководители
- Антони Рос-Марба (1965—1967)
- Энрике Гарсиа Асенсио (1965—1984)
- Одон Алонсо (1968—1984)
- Мигель Анхель Гомес Мартинес (1984—1987)
- Арпад Йоо (1988—1990)
- Серджиу Комиссиона (1990—1998)
- Энрике Гарсиа Асенсио (1998—2001)
- Адриан Липер (с 2001 г.)